# Puntius cataractae
Puntius cataractae és una espècie de peix cipriniforme de la família dels ciprínids que es troba a l'illa de Mindanao (Filipines).